# The Devil's Tree

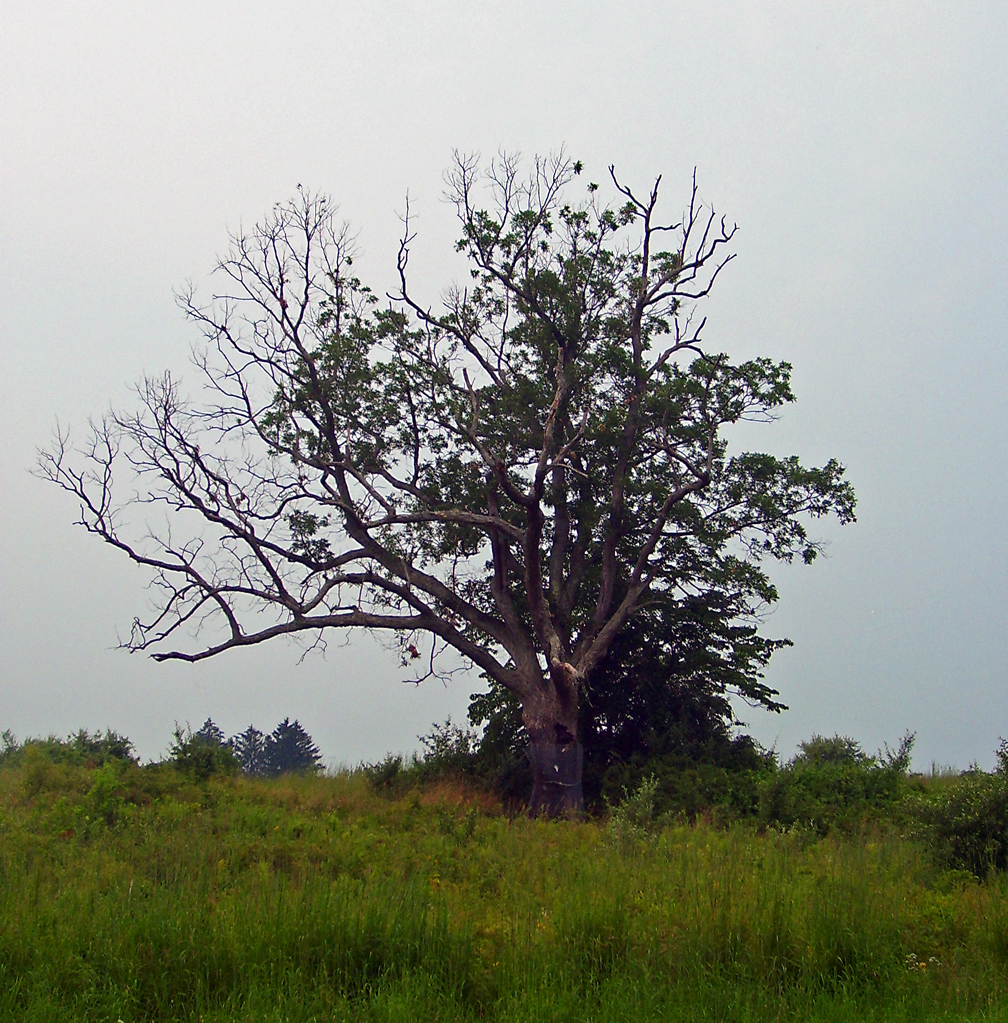
Imagen del árbol del Diablo.

El Árbol del Diablo (en inglés: The Devil's Tree) es un roble solitario, con algunas ramas muertas, que crece en un campo no urbanizado en Mountain Road, en la sección de Martinsville del municipio de Bernards, dentro del condado de Somerset (Nueva Jersey), frente a una urbanización privada. La leyenda local sugiere que el árbol está maldito: aquellos que dañan o faltan al respeto al árbol (normalmente orinando sobre él, o haciendo comentarios despectivos sobre el mismo mientras están cerca) pronto sufrirán algún tipo de daño, a menudo en forma de accidente de coche o de avería importante al marcharse.

## Leyendas

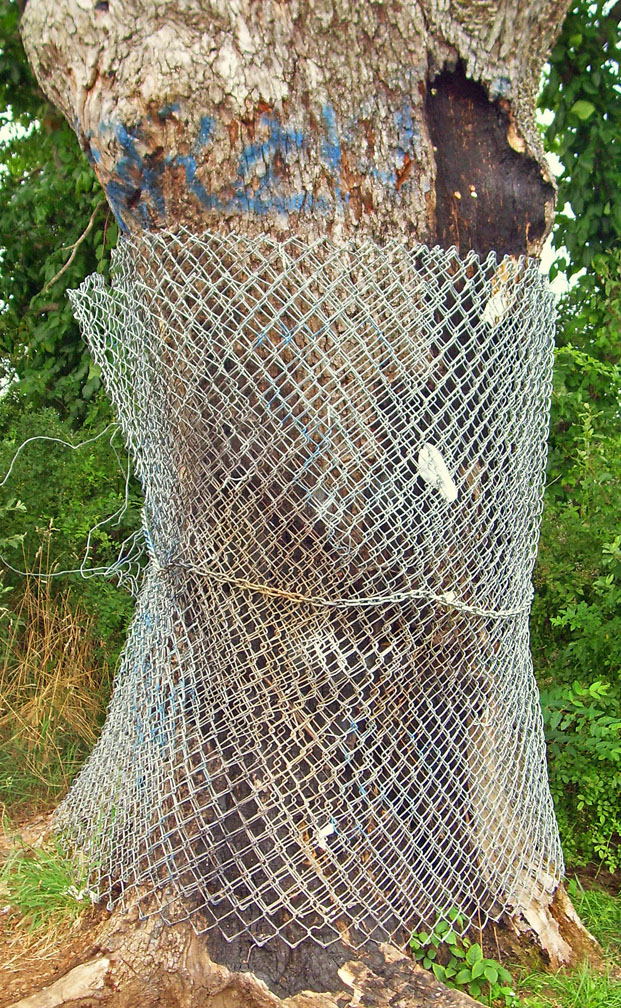
Vista de una valla de alambre alrededor del tronco.

Varias leyendas rodean al árbol. Una de ellas es que el municipio de Bernards fue una de las sedes centrales del Ku Klux Klan en el estado de Nueva Jersey y que el árbol se utilizó para linchar a afroamericanos y esclavos rebeldes desde la época colonial. Otra leyenda dice que un granjero se colgó del árbol tras matar a su familia y que cualquiera que intente cortar el árbol "tendrá un final prematuro". Así mismo, otras leyendas que rodean al árbol afirman que los visitantes que se acerquen demasiado al roble serán perseguidos por una camioneta Ford negra que desaparecerá en un punto determinado, o que cualquiera que toque el árbol descubrirá que sus manos se han vuelto negras si intenta comer en un restaurante.
En invierno, el suelo bajo el árbol está supuestamente libre de nieve, sin importar la cantidad que haya caído o lo reciente que sea. Se dice que una roca cercana llamada "Roca de calor", y a veces el propio árbol, están calientes al tacto independientemente de la estación o la hora del día, y se afirma que son un portal al infierno-

## Protección
Los planes del municipio para urbanizar el terreno donde se encuentra el árbol podrían haber requerido su retirada, pero el municipio decidió proteger el árbol y mantenerlo intacto. En 2007, se colocó un cartel en el lugar que indica cuándo está abierto al público. El Árbol del Diablo fue rodeado por una valla de eslabones tras el vandalismo.